# Лаццарин, Франческа
Франче́ска Лаццари́н (итал. Francesca Lazzarin; 23 апреля 1985, Падуя) — итальянская переводчица, славист, литературовед, преподаватель русского и итальянского языков, певица. Популяризатор итальянской культуры в России.

## Биография

### Учёба
В 1999—2004 годы обучалась в средней школе им. Ипполито Ньево в Падуе, которую окончила с отличием.
В 2001 году параллельно поступила в Падуанскую консерваторию им. Чезаре Поллини, которую окончила в июне 2005 года по специальности опероное пение.
В 2004 году поступила в Падуанский университет, который окончила с отличием в июле 2007 года со степенью бакалавра в области иностранных языков и литературы за сочинение: «Воплощение музыки: Кармен Александра Блока». Продолжила обучение в магистратуре того же университета.
С апреля по август 2008 года стажировалась в Лейпцигском университете по программе «эразмус». С марта по май 2009 года изучала русский язык в Московском государственном университете по программе обмена студентами МГУ и Падуанским университетом.
В августе 2009 года окончила Падуанский университет со степенью магистра за диссертацию, посвящённую Владимиру Нарбуту. Продолжила обучение в докторантуре того же университета.
В апреле 2010 года работала в российских архивах: Библиотека русской поэзии И. Н. Розанова при государственном музее им. Пушкина, РГАЛИ, ИМЛИ РАН, ГЛМ, Рукописный отдел Российской национальной библиотеки, Рукописный отдел ИРЛИ.
В июне 2010 года с отличием окончила Высшую школу им. Галилео Галилея при Падуанском университете, защитив диссертацию посвящённую переводам Николая Гумилёва стихов Шарля Бодлера.
В июле 2011 года стажировалась в летней школе Чешского языка и литературы при Карловом университете в Праге. С сентября по декабрь 2011 года стажировалась в Пушкинском Доме в Санкт-Петербурге, работая в ЦГАЛИ, рукописном отделе ИРЛИ, отделе рукописей РНБ, Санкт-Петербургском филиале Архива Российской академии наук. С февраля по июнь 2012 года стажировалась в Тартуском университете.
В 2012 году окончила докторантуру Падуанского университета со степенью доктора философии в области славистики за диссертацию «Книги и хаос. Издательство „Всемирная литература“
(1918—1924) между светом и тенями Петрограда».
Владеет итальянским, немецким, чешским, французским и английским языками. Сотрудничала с итальянскими издательствами и научными журналами в качестве переводчика и редактора.

### В России
С февраля 2013 года постоянно живёт в Москве, где работает переводчиком и преподавателем итальянского языка. Также занималась преподаванием русского языка итальянцам. Инициатор и организатор разнообразных мероприятий об итальянской культуре (лекций, семинаров, летних школ, концертов, поэтических вечеров) в московских кафе, библиотеках и культурных центрах. По собственному признанию: «раз в месяц я устраиваю вечер итальянской поэзии в кафе „Циферблат“ на Покровке: читаю стихи вслух на итальянском, а на экране проецирую русские переводы или подстрочники. Недавно я придумала другой проект — музыкальные вечера, посвященные итальянским бардам: будем петь под гитару и устроим своего рода итальянское застолье. <…> Русские часто считают, что итальянская музыка ограничивается Челентано, и я хочу по мере сил бороться с этим клише». Выступает с лекциями об итальянском кино. Регулярно участвует в фестивале «Италомания» и в кинофестивале «RIFF» как лектор и переводчик.
С 2016 года — приглашенный преподаватель Департамента иностранных языков НИУ ВШЭ.

## Публикации
редактура
- Scritture dell’io. Percorsi tra i generi autobiografici della letteratura europea contemporanea, a cura di A. Gullotta e F. Lazzarin, Bologna, Odoya — I libri di Emil, 2011.
- Николай Котрелёв. «Итальянские впечатления Поленовых» / пер. Франческа Лаццарин. — Государственный мемориальный историко-художественный и природный музей-заповедник В. Д.Поленова, 2018. — ISBN 978–5‑903877–26‑3.

статьи для журналов
- Nikolaj Gumilëv traduttore di Charles Baudelaire (N’importe où dans ce monde) // Slavia — rivista trimestrale di cultura, № 1, 2011, pp. 33-56
- Al crocevia di modernismo e avanguardia. Al’timetr. Tragorel’ef v prozostiche (1919—1921) di M. A. Zenkevič // «Russica Romana» XVIII, 2011, pp. 33-58.
- Samizdat e traduzione letteraria a Leningrado. Il caso di Predlog // «eSamizdat» VIII, 2010—2011, pp. 209—218.
- Петербургский текст в акмеистических стихах Владимира Нарбута // Зборник Матице Српске за Славистику, № 81, 2012, pp. 41-52.
- Н. С. Гумилев - переводчик и редактор французской поэзии во «Всемирной Литературе» // Вестник Московского университета. Серия 9. Филология. — 2012. — № 3. — С. 163—178.
- Фиктивный характер (псевдо)мемуарного текста как эстетическая программа. Ещё раз о «Петербургских зимах» Георгия Иванова // «AvtobiografiЯ», № 1, 2012, pp. 101—120.
- «Balocchi da sobborgo» di Andrej Rodionov. L’epos antieroico di una megalopoli // «Semicerchio. Rivista di poesiacomparata», XLVII-2, 2012, pp. 82-89.
- Giacomo Leopardi (ri)tradotto da Nikolaj Gumilev: due frammenti inediti dai «Canti» // «Europa Orientalis» 31 (2012), рр. 117—127

статьи в книгах
- Драма души в сборниках 20-х годов Владимира Нарбута // «Материалы XVII международной конференции молодых учëных „Ломоносов-2010“», Москва, MAKS-Press, 2010. — С. 634—636.
- Poetika est’ nauka. Note sullo studio del verso secondo i formalisti // «Carte d’occasione 4», Padova, Unipress, 2011, pp. 85-105.
- Первые шаги итальянского чеховедения. Арденго Соффичи и его перевод избранных рассказов А. П. Чехова (1910) // Творчество А. П. Чехова в современном мире (к 150-летию со дня рождения писателя): материалы Всерос. науч.-практ. конф. 3 февр. 2010 г. / отв. ред. А. В. Миронов. — Нижний Тагил : Нижнетагильская государственная социально-педагогическая академия, 2011. — 296 с. — С. 134—140.
- Istantanee su Mosca. La prosa di Dmitrij Danilov // «Scritture dell’io. Percorsi tra i generi autobiografici dellaletteratura europea contemporanea», Bologna, Odoya — I libri di Emil, 2011, pp. 67-82.
- Un ‘libro barocco’ del Secolo d’argento. Alliluija (1912) di Vladimir Narbut, «Uomini, opere e idee traOccidente europeo e mondo slavo. Scritti offerti a Marialuisa Ferrazzi», Trento, Labirinti, 2011, pp.447-464.
- «Альтиметр» VS «Торжество авиации»: М. А. Зенкевич — советский авангардист // Русская филология. № 22. Тарту, 2011. — С. 105—111.
- La rivoluzione bolscevica come «Risorgimento compiuto» negli scritti di Piero Gobetti, «Il fantasma dell’Unità. Gliintellettuali e il Risorgimento», Milano, Mimesis, 2012, pp. 11-26.
- «Пока судьба не привела нас / На Моховую, 36». Неофициальный ежегодник издательства «Всемирная Литература» как летопись петроградского литературного быта 20-х годов // «Текстология и историко-литературный процесс», Москва, Lider, 2013. — С. 143—157.
- Паневропейские беседы. Эстетика. «Современного Запада» (1922—1924) в контексте литературной журналистики Петрограда // РУССКАЯ ФИЛОЛОГИЯ. № 24. Сборник научных работ молодых филологов. — Тарту, 2013. — C. 177—192
- Il barone, il pioniere e l’uomo nuovo. Münchhausen riadattato da Kornej Čukovskij e i primi passi della letteratura sovietica per l’infanzia, «Le avventure del Barone di Münchhausen tra Inghilterra, Germania e Russia»,Padova, Padova University Press, 2013
- «Un arco teso tra Oriente e Occidente». La casa editrice ‘Vsemirnaja Literatura’ nel contesto del paradigma culturale gor’kiano // «Carte d’occasione 5», Padova, Unipress. 2012. — p. 133—142

рецензии
- V. Narbut-M. Zenkevič, Stat’i. Recenzii. Pis’ma, Moskva, IMLI RAN, 2008, «Studi Slavistici» VII, 2010, pp. 430—433.
- P. Tosco (a cura di), Immagini di tempo. Studi di Slavistica, Verona, QuiEdit, 2010, «Studi Slavistici» VIII,2011, pp. 392—395.
- M. Malikova (a cura di) Instituty kul’tury Leningrada na perelome ot 1920 — ch k 1930 — m godam: Materialy proekta, Sankt-Peterburg, IRLI RAN, 2011, «Russica Romana», XIX, 2012, pp. 188—192.
- Tra le opere e i giorni di Aleksandr Blok. Due studi recenti (Ju. Galanina, L. D. Blok. Sud’ba i scena, Moskva, Progress-Plejada, 2010;
- Е. Иванова, Александр Блок: последние годы жизни, Москва, Росток (2012), «AvtobiografiJA», № 1, 2012, pp. 277—280

диссертация
- Il libro e il caos. La casa editrice Vsemirnaja Literatura (1918-1924) tra le luci e le ombre di Pietrogrado. Università degli Studi di Padova Dipartimento di Studi Linguistici e Letterari (DISLL) 2013